# Устье Варзуги
У́стье Ва́рзуги — упразднённое в 2001 году село в Терском районе Мурманской области России.

## География
Расположено на левом берегу реки Варзуга, при впадении её в Белое море. Расстояние от районного центра 127 км.

## История
Законом Мурманской области № 283-01-ЗМО от 4 июля 2001 года населённый пункт был упразднён в связи с отсутствием проживающего населения.

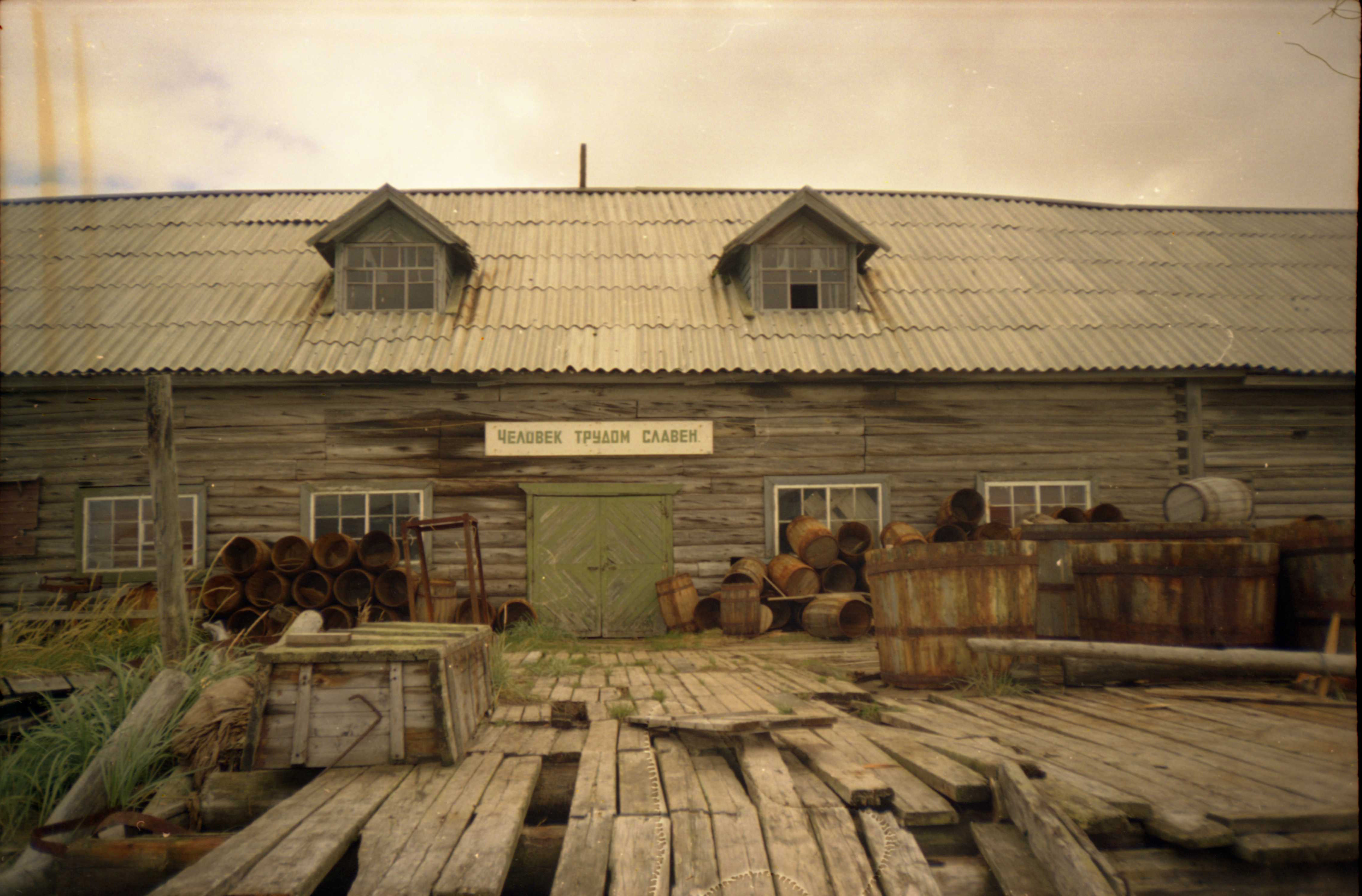
Фактория в селе

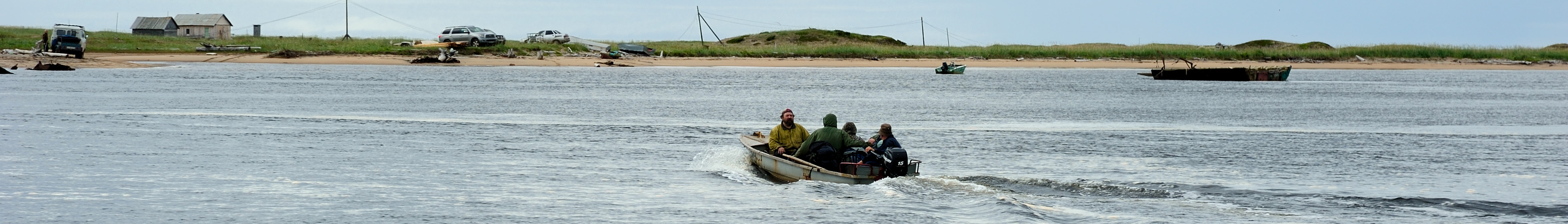
Переправа на правый берег в Устье Варзуги

## Население
При упразднении в 2001 году проживающее население отсутствовало. В следующем году население — 1 житель (2002).

## Инфраструктура
Действовала фактория.

## Транспорт
Сообщение с другими населёнными пунктами: переправа на правый берег Варзуги, оттуда автомобильным транспортом (грунтовая дорога) до Кузомени и Варзуги. Сообщение с посёлками Тетрино, Чаваньга, Чапома на Терском береге возможно автомобилями высокой проходимости.